# Закон Віллія
Lex Villia Annalis — давньоримський закон 180 року до н. е. Названий на честь його ініціатора, народного трибуна Луція Віллія Анналіса.
Закон встановив:
- Ієрархічний порядок посад («certus ordo magistratuum», або cursus honorum): квестор, курульний еділ, претор і консул; обійняти посаду консула можна було, тільки пройшовши через ці попередні щаблі.
- Мінімальний вік для заняття нижчого щабля цієї драбини — квестури, але він встановлювався побічно: кандидат повинен попередньо відбути протягом 10 років військову службу (або, принаймні, протягом 10 років пред'являти себе до набору); а через те, що відбування військової повинності починається з 17 років, то квестором можна зробитися не раніше 27 років.
- Встановив обов'язковий дворічний проміжок між складанням з себе одній посаді та обранням на іншу.

Всі ці три пункти мати на меті не допускати на посади вищих магістратів занадто молодих та недосвідчених людей, що намагалися отримати їх завдяки підкупу, знатності чи родинних зв'язків.
Цей закон до кінця республіки втратив своє значення через зміни до військової повинності: фактично громадяни перестали залучатися до відбування обов'язкової військової повинності, військо ж складалося з волонтерів-пролетарів.
Внаслідок цього закон Віллія було виправлено згідно з новими умовами законом Сулли — lex Cornelia de magistratibus 81 року до н. е. Останній закон вже прямо визначив мінімальний вік для заняття кожної посади: для квестури — 30 років, для претури — 40 і для консулату — 42 роки.